# Erfinderehre
Die Erfinderehre, auch Erfinderpersönlichkeitsrecht ist das Recht des Erfinders auf Benennung als Erfinder oder Miterfinder. Der Schutz der Erfinderehre erwächst aus § 37 Abs. 1 Patentgesetz (PatG). Der Anmelder muss im Patenterteilungsverfahren dem Patentamt gegenüber den Erfinder benennen. Die Nennung ist grundsätzlich im Patentregister zu vermerken (§ 63 Abs. 1 Satz 2 PatG).
Die Erfinderehre ist ein höchstpersönliches Recht. Ein Verzicht ist ohne rechtliche Wirksamkeit (§ 63 Abs. 1 Satz 5 PatG). Als „sonstiges Recht“ im Sinne von § 823 Abs. 1 BGB ist es deliktsrechtlich geschützt.
Bei falscher oder unterbliebener Benennung hat der Erfinder gegen den Anmelder einen Anspruch auf Zustimmung zur Berichtigung des Patentregisters (§ 63 Abs. 2 PatG). Dieser Anspruch kann in entsprechender Anwendung des § 1004 BGB zur Beseitigung eines Gefährdungszustandes, der eine Verletzung dieses absoluten Rechts erst erwarten lässt, schon vor der Nennung des Erfinders bei der Offenlegung der Anmeldung durchgesetzt werden. Sollten auf der Ware oder deren Verpackung,
bei der die Erfindung Anwendung gefunden hat, falsche Angaben über die Person des Erfinders gemacht werden oder die Erfindereigenschaft bestritten werden, so stehen dem Erfinder ebenfalls Beseitigungs- und Unterlassungsansprüche zu. Bei Verschulden kann der Erfinder zudem Schadensersatz verlangen.